# Туризм в Адыгее

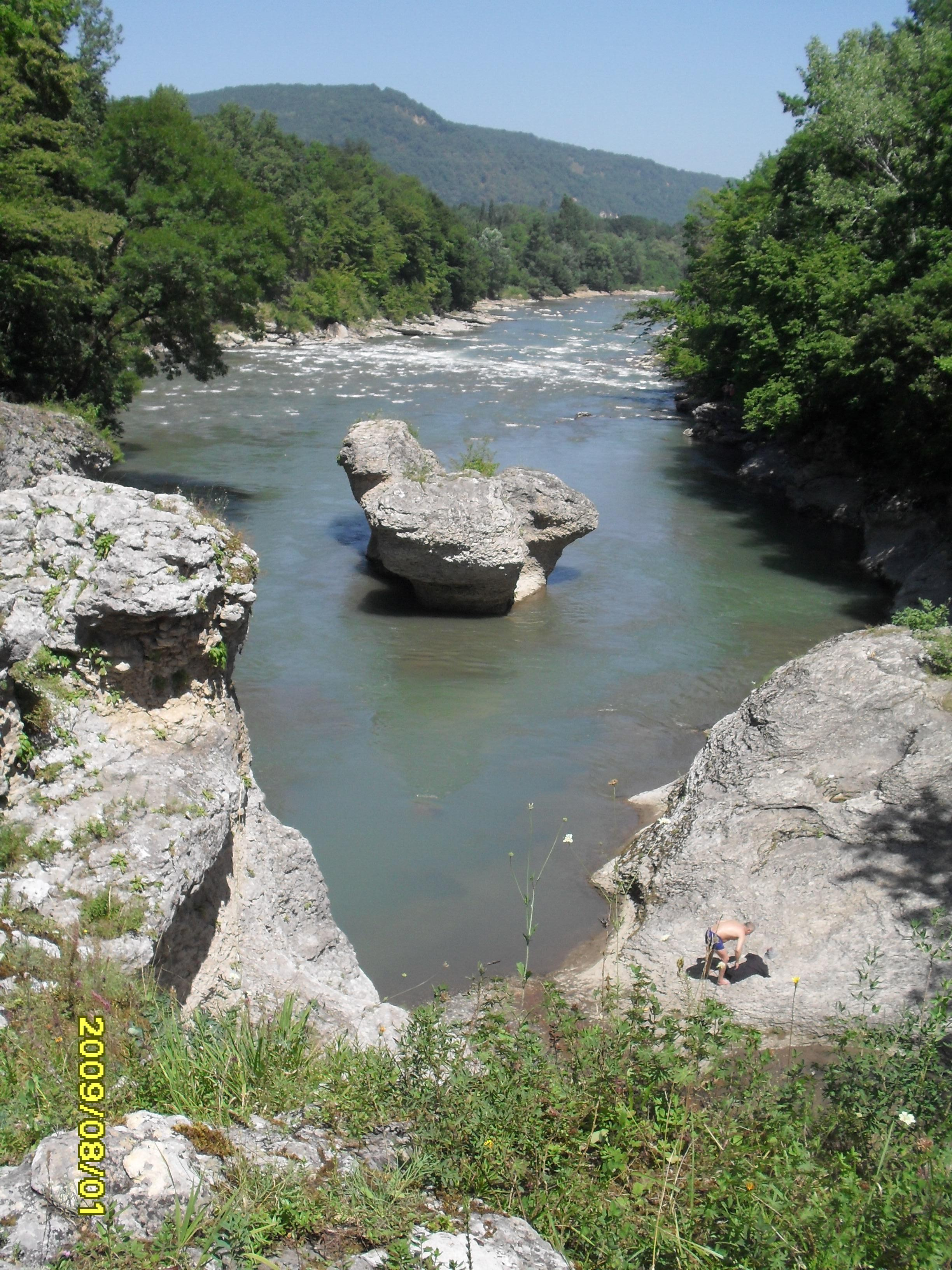
Река Белая

Туризм в республике Адыгея — сфера экономики региона. Подразделяется на активный туризм, оздоровительный и паломнический.

## Природные достопримечательности
Горная часть Адыгеи включена ЮНЕСКО в список Всемирного природного наследия. Здесь находится множество водопадов, пещер, скал, пригодных для альпинизма, ущелий, каньонов, рек, альпийских лугов, сосновых и пихтовых лесов. В окрестностях столицы — Майкопа начинается Хаджохская теснина, каньон, по которому бежит река Белая. Недалеко от каньона находятся водопады ручья Руфабго.
В горном поселке Гузерипль на территории Кавказского заповедника  расположен один из самых известных дольменов, их также можно найти на Богатырской поляне. Есть стоянки древнего человека, остатки древних крепостей, трёхсотлетние высокогорные сады черкесов и источники «нарзана», что по-адыгейски означает  «напиток богов (нартов)».

## Активный туризм
Дельтапланеризм, спелеология, рафтинг, альпинизм, скалолазание, пеший туризм, каньонинг.

## Паломничество
- Михайло-Афонская Закубанская пустынь

## Статистика
Цены на отдых в Адыгее демократичнее, чем в соседнем Краснодарском крае. Ежегодно турпоток в Адыгею увеличивается на 10-15%. В течение 2012 года прибыло  около 287 тысяч человек (в 2011 году - 256 тысяч). Две трети путешественников — жители Ростовской области, Краснодарского и Ставропольского краёв. Самыми посещаемыми объектами являются водопады Руфабго и Хаджохская теснина; самыми популярными видами активного отдыха - рафтинг и пешие прогулки в горах.